# Catemaco
Catemaco is een stadje in de Sierra de los Tuxtlas in de Mexicaanse deelstaat Veracruz. Catemaco heeft 26.141 inwoners (census 2005) en is de hoofdplaats van de gemeente Catemaco.
Catemaco is gelegen in Los Tuxtlas aan het Meer van Catemaco, gelegen tussen vulkanische bergen. De plaats is vooral bekend als centrum van hekserij, gebedsgenezers, shamanisme en andere paranormaliteiten. De belangrijkste bronnen van inkomsten zijn het toerisme en de visserij. De omgeving van Catemaco wordt vaak gebruikt in films die zich in de jungle afspelen, onder andere Apocalypto en Medicine Man zijn hier opgenomen.